# Michał Stojowski
Michał Stojowski (ur. w 1763 r., prawdopodobnie w Żółkwi, zm. w 1840 r. w Podgórzu) – polski prawnik i tłumacz, autor pierwszego pełnego przekładu austriackiego kodeksu cywilnego ABGB na język polski (jako Księga ustaw wszystkim niemiecko-dziedzicznym kraiom monarchyi austryackiey powszechna, wyd. w Wiedniu w 1811 r.).